# Petekari (vid Elkkyinen, Nystad)
Petekari är en ö i Finland. Den ligger i Bottenhavet och i kommunen Nystad i den ekonomiska regionen  Nystadsregionen i landskapet Egentliga Finland, i den sydvästra delen av landet. Ön ligger omkring 67 kilometer nordväst om Åbo och omkring 210 kilometer väster om Helsingfors.
Öns area är 5,3 hektar och dess största längd är 0,5 kilometer i öst-västlig riktning. I omgivningarna runt Petekari växer i huvudsak barrskog.